# Ida Quaiatti
Ida Quaiatti, coneguda també com a Ida Cajatti (Split, Croàcia, 1890 – Venècia, Itàlia, 1 de febrer de 1962), fou una soprano lírica italiana. Fou coneguda especialment per les seves actuacions en obres del compositor italià Giacomo Puccini.

## Biografia
Nascuda a Split, Quaiatti va estudiar estudiada al Conservatori de Trieste, fent el seu debut operístic en aquella ciutat en el paper de Frasquita de Carmen de Bizet, l'any 1907. Dos anys més tard va cantar el paper principal de Madama Butterfly d'Ascoli Piceno, i poc després a cantar La bohème al Teatro Sociale de Bèrgam, ambdues òperes de Puccini. El 1912 va rebre molt bones crítiques per la seva actuació en l'òpera Lina d'Amilcare Ponchielli en la ciutat de Cremona. Al llarg de la seva carrera va cantar òperes com ara Otello i Falstaff de Giuseppe Verdi; Lohengrin i Der fliegende Holländer de Richard Wagner; La Wally i Loreley d'Alfredo Catalani; Lodoletta, Cavalleria rusticana i L'amico Fritz de Pietro Mascagni; Andrea Chénier i Fedora d'Umberto Giordano, Mefistofele d'Arrigo Boito; i Manon de Jules Massenet. Va actuar en la majoria dels teatres d'òpera italians més importants. El 1913 va estrenar el paper de Mimi en l'estrena absoluta de Mimi Pinson, la versió revisada de La bohème de Ruggero Leoncavallo, en Palerm.
Ida Quaiatti va fer el seu debut al teatre Metropolitan Opera de Nova York sota el nom d'Ida Cajatti, interpretant el paper de Musetta de La bohème de Puccini, el 19 de novembre de 1915, en la mateixa representació a la qual va debutar el director musical Gaetano Bavagnoli al capdavant de l'orquestra del teatre, després de la renúncia del director Arturo Toscanini a continuar en la direcció. Altres intèrprets del repartiment van ser Frances Alda, Enrico Caruso, i Antonio Scotti. Un crític va descriure la seva veu com a lleugera, i va parlar desfavorablement de la seva actuació. Ida va actuar en total en quinze representacions en el decurs d'aquella temporada del Metropolitan. A més del paper de Musetta, va cantar també el de Nedda de Pagliacci de Ruggero Leoncavallo. Un crític va dir que la seva actuació en aquest paper va ser "difícilment satisfactòria, amb una veu inestable i freqüents desafinacions". Altres crítics va ser més favorables a les seves actuacions durant la temporada. No va tornar a cantar mai més en aquell teatre.
Durant la Primera Guerra Mundial, Quaiatti va cantar principalment a Itàlia, apareixent en Turí, Gènova, Roma, Florència i Nàpols, on va actuar Tosca de Puccini junt a Beniamino Gigli, al Teatro San Carlo. El 1917, a Roma, va estrenar el paper principal de Gismonda de Renzo Bianchi, actuant amb Edoardo Garbin i Domenico Viglione Borghese. Va debutar al Covent Garden de Londres el 1920 amb l'òpera Manon Lescaut de Puccini. Va actuar també a teatres arreu del món, com ara a Budapest, Mèxic, Perú, Barcelona i Xile. Després d'escoltar-la interpretant La bohème, Puccini va demanar que la contractessin per cantar el paper de Giorgetta en l'estrena absoluta de 1919 de la versió revisada d'Il tabarro, al Teatro della Pergola de Florència. Ida va cantar també aquest paper al Covent Garden en 1920. Va acabar la seva carrera amb actuacions de Minnie de La fanciulla del Oest, sent la seva última actuació la que va fer al teatre Khedivial del Caire en 1932. Quaiatti va morir a Venècia. La seva filla va publicar el 1968 una biografia de la soprano.